# گورستان پراشکفت
قبرستان پراشکفت مربوط به دوران‌های تاریخی پس از اسلام -اواخر دوره قاجار است و در شهرستان دنا، بخش کبگیان، روستای بزرگ پر اشکفت واقع شده و این اثر در تاریخ ۱۲ تیر ۱۳۸۴ با شمارهٔ ثبت ۱۲۰۹۶ به‌عنوان یکی از آثار ملی ایران به ثبت رسیده است.